# Керролл (округ, Айова)
Шаблон:StateAbbr_ 42°02′14″ пн. ш. 94°51′32″ зх. д. / 42.037222222222° пн. ш. 94.858888888889° зх. д.
Округ  Керролл (англ. Carroll County) — округ (графство) у штаті  Айова, США. Ідентифікатор округу 19027.

## Історія
Округ утворений 1851 року.

## Демографія
За даними перепису 
2000 року 
загальне населення округу становило 21421 осіб, зокрема міського населення було 9942, а сільського — 11479.
Серед мешканців округу чоловіків було 10441, а жінок — 10980. В окрузі було 8486 домогосподарств, 5669 родин, які мешкали в 9019 будинках.
Середній розмір родини становив 3,07.
Віковий розподіл населення поданий у таблиці:
| Стать    | До 15 років | 15-21 | 22-29 | 30-39 | 40-49 | 50-65 | 65-85 | Понад 85 |
| -------- | ----------- | ----- | ----- | ----- | ----- | ----- | ----- | -------- |
| Чоловіки | 2338        | 1142  | 854   | 1389  | 1688  | 1470  | 1396  | 164      |
| Жінки    | 2266        | 965   | 818   | 1375  | 1610  | 1501  | 2002  | 443      |

## Суміжні округи
- Калгун — північний схід
- Грін — схід
- Гатрі — південний схід
- Одюбон — південь
- Кроуфорд — захід
- Сак — північний захід

## Виноски
1. ↑  U.S. Decennial Census. United States Census Bureau. Архів оригіналу за 26 квітня 2015. Процитовано 14 липня 2014.
2. ↑  Historical Census Browser. University of Virginia Library. Архів оригіналу за 11 Серпня 2012. Процитовано 14 липня 2014.
3. ↑  Population of Counties by Decennial Census: 1900 to 1990. United States Census Bureau. Архів оригіналу за 22 Квітня 2014. Процитовано 14 липня 2014.
4. ↑  Census 2000 PHC-T-4. Ranking Tables for Counties: 1990 and 2000 (PDF). United States Census Bureau. Архів оригіналу (PDF) за 18 Грудня 2014. Процитовано 14 липня 2014.
5. ↑  State & County QuickFacts. United States Census Bureau. Архів оригіналу за 8 липня 2011. Процитовано 14 липня 2014.(англ.) Наведено за англійською вікіпедією.
6. ↑  American FactFinder. Бюро перепису населення США. Архів оригіналу за 29 липня 2011. Процитовано 31 січня 2008.

| США | Це незавершена стаття з географії США. Ви можете допомогти проєкту, виправивши або дописавши її. |